# HMS Raglan
Le HMS Raglan est un monitor de classe Abercrombie de la Royal Navy de la Première Guerre mondiale. Il a été coulé lors de la bataille d'Imbros en janvier 1918.

## Construction
Le 3 novembre 1914, Charles M. Schwab, de la Bethlehem Steel, offre à Winston Churchill, alors First Sea Lord (premier Lord de l’Amirauté), de racheter quatre tourelles jumelées de 14 pouces (356 mm)/45 cal BL MK II, destinées à l’origine au cuirassé grec Salamis. Ces tourelles n’ont pas pu être livrées au constructeur allemand, en raison du blocus naval britannique. La Royal Navy a immédiatement mis en chantier une classe de monitors, conçus pour le bombardement à terre, pour utiliser ces tourelles.
La quille du HMS Raglan a été posée au chantier naval de Harland and Wolff Ltd à Govan le 1er décembre 1914. Le navire a d’abord été nommé Robert E Lee en l’honneur du général Robert Lee des États confédérés d'Amérique, mais comme les États-Unis étaient encore neutres, le navire a été rapidement renommé HMS M3 le 31 mai 1915. Il est ensuite nommé HMS Lord Raglan le 20 juin 1915 et rebaptisé HMS Raglan le 23 juin 1915.

## Historique
Le HMS Raglan a appareillé pour les Dardanelles en juin 1915. Il est resté en Méditerranée orientale, basé à Imbros. Le 29 octobre, le HMS Raglan participe à la troisième bataille de Gaza.
Le 20 janvier 1918, alors que les cuirassés Agamemnon et Lord Nelson étaient absents, le HMS Raglan et d’autres membres de l’escadre détachée de l’escadre de la mer Égée ont été attaqués par le croiseur turc Yavuz Sultan Selim (anciennement croiseur de bataille allemand SMS Goeben), le croiseur léger Midilli (anciennement le croiseur léger allemand SMS Breslau) et quatre destroyers. Le HMS Raglan a été coulé avec la perte de 127 vies. Le monitor M28 a également été coulé dans la bataille. En se repliant, le Midilli et le Yavuz Sultan Selim sont entrés dans un champ de mines. Le Midilli a coulé et le Yavuz Sultan Selim a été gravement endommagé.